# Meltem Arıkan
Pour les articles homonymes, voir Arikan.
Meltem Arıkan, née le 7 janvier 1968 à Ankara, est une romancière, dramaturge et activiste féministe turque. 

## Biographie
Arıkan est née et a grandi à Ankara en Turquie, et est d'origine albanaise. Elle vit actuellement[Quand ?] au Royaume-Uni, depuis qu'elle a été persécutée par le gouvernement turc. La pièce Mi Minör est considérée par les politiciens comme une œuvre subversive[réf. nécessaire] et la dramaturge est accusée d'être responsable de la répétition des manifestations du parc Gezi[réf. nécessaire]. Elle a reçu des menaces de viol et de mort. 
Ses premières nouvelles et essais ont été publiés dans diverses revues littéraires entre 1992 et 1995. Son premier roman, Ve… Veya… Belki… a été publié en 1999, suivi par Evet... Ama... Sanki... en 2000 et Kadın Bedenini Soyarsa en 2002. 
Son quatrième roman, Yeter Tenimi Acıtmayın qui contient des histoires traumatisantes de maltraitance, de harcèlement et d'inceste à l'égard des femmes, a été interdit au début de 2004 par le Comité pour la protection des mineurs contre les publications obscènes un organisme créé sous la tutelle du Premier ministre turc, avec l'accusation « d'écrire sur le fait de l'inceste inexistant en Turquie, tout en utilisant des noms turcs pour les personnages, en essayant de perturber l'ordre familial turc avec une approche féministe »[réf. nécessaire]. À la suite des procédures juridiques, l'interdiction a été levée par le 1er tribunal correctionnel au bout de deux mois, et le livre a été publié une nouvelle fois, sans être soumis à aucune censure. Après cette expérience de censure, Arıkan s'est vu décerner le « Prix de la liberté d'expression 2004 » par l'Association des Éditeurs de Turquie,,. 
Son cinquième roman Zaten Yoksunuz a été publié en 2005, suivi d' Umut Lanettir en 2006. Après ses six premiers romans, Arıkan a écrit le scénario de la pièce I'm Breaking the Game (Oyunu Bozuyorum qui a été créée en août au Zurich Theatre Spectacle, jouée par Garajistanbul et a reçu le prix « New Unique Play » en 2007[réf. nécessaire]. Elle a publié un livre de recherche intitulé Beden Biliyor en 2008. En 2009, une autre pièce, Paralel, dont la dramaturgie a été réalisée par Arıkan, a été mise en scène par Garajistanbul dans le cadre du programme Linz 2009 : Capitale européenne de la culture. Son dernier roman, Özlemin Beni Savuran a été publié en juin 2009. 

## Œuvres
- 1999 : Ve... Veya... Belki..., 210 pp.  (ISBN 975-289-084-9)
- 2000 : Evet... Ama... Sanki... , 209 p.,  (ISBN 975-289-097-0)
- 2002 : Kadın Bedenini Soyarsa, 328 pp.,  (ISBN 975-289-007-5)
- 2003 : Yeter Tenimi Acıtmayın, 327 p.,  (ISBN 975-289-108-X)
- 2005 : Zaten Yoksunuz, 278 p.,  (ISBN 975-289-206-X)
- 2006 : Umut Lanettir, 263 pp.,  (ISBN 975-289-364-3)
- 2009 : Özlemin Beni Savuran, 190 p.,  (ISBN 978-605-111-228-2)
- 2015 : Erospa, Akılçelen Publications
- 2018 : Tek Bildikleri Aşktı, Eksik Parça Publications
- 2008 : Beden Biliyor, 139 p.,  (ISBN 978-9944-2-9822-3)

## Pièces de théâtre
- 2007 : Oyunu Bozuyorum
- 2009 : Paralel
- 2012 : Mi Minör
- 2017 : Enough is Enough

## Récompenses
- 2014 : Nommée pour le « Prix de la liberté d'expression dans les arts » de l'Index on Censorship.
- 2013 : Mi Minör, nomination « Meilleure pièce de théâtre de l'année » aux Lions Theatrical Awards.
- 2012 : Mi Minör, prix « Meilleure pièce de théâtre de l'année » décerné par les lecteurs du journal Radikal.
- 2007 : VIII. Lions Theatre Awards, « Unique New Play Award » avec Oyunu Bozuyorum.
- 2004 : « Prix de liberté d'expression » décerné par l'Association des Éditeurs de Turquie avec Yeter Tenimi Acıtmayın.
- 2003 : Prix de la meilleure écrivaine féminine du Journal d'étudiant de l'Université de Niğde avec Kadın Bedenini Soyarsa.